# Endoxyla cinereus
Endoxyla cinereus — вид метеликів родини червиць (Cossidae).

## Поширення
Вид поширений на сході Австралії та у Новій Зеландії.

## Опис
Розмах крил до 23 см. Вважається найважчим метеликом у світі - самиці можуть важити до 30 г. Забарвлення мінливе — від світло-сірого до коричневого.

## Спосіб життя
Гусениці прогризають ходи у стовбурах евкаліптів та живляться деревиною.